# 니컬러스 코트니

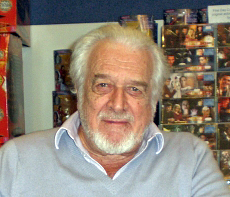

니컬러스 코트니(영어: Nicholas Courtney, 1929년 12월 16일 ~ 2011년 2월 22일)는 영국의 영화배우, 연극 배우, 텔레비전 배우이다. 카이로에서 태어났으며 런던에서 암으로 사망하였다.

## 영화
- 인센디어리 (2008년)
- 다이아몬드 작전 (1990년)
- 더 빌 (1984년)
- 윈저공을 잡아라 (1984년)
- 끝없는 밤 (1972년)
- 아서 결혼의 파경 (1965년)
- 세인트(영어판) (1962년)